# Jasnota różowa

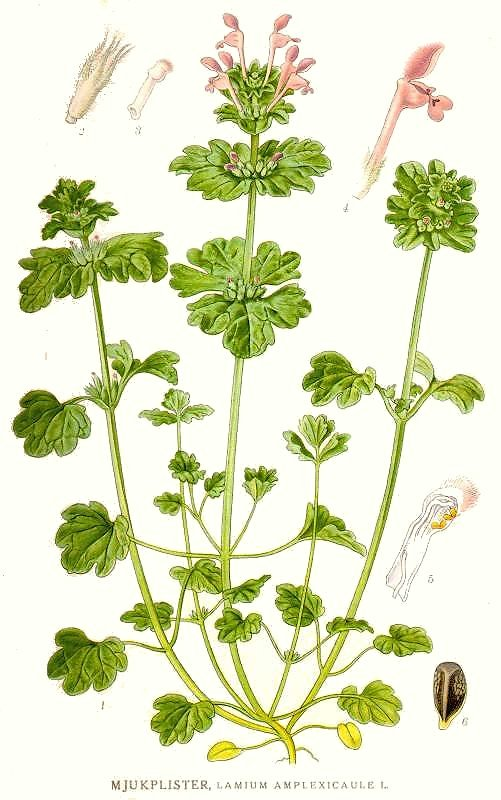
Morfologia

Jasnota różowa  (Lamium amplexicaule) – gatunek rośliny jednorocznej należący do rodziny jasnotowatych (dawniej nazywanej rodziną wargowych). Rodzimy obszar jej występowania to Afryka Północna, Europa i Azja, ale rozprzestrzeniła się gdzieniegdzie także w innych regionach świata. Jest rośliną pospolitą na całym terenie Polski, zarówno na niżu, jak i w niższych partiach gór. W polskiej florze jest archeofitem.

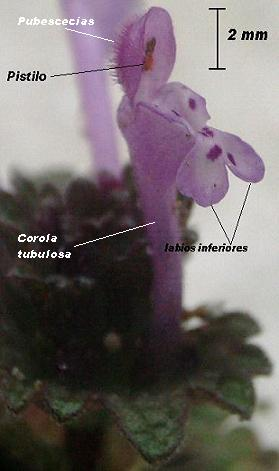
Budowa kwiatu

## Morfologia
ŁodygaCzterokanciasta, wzniesiona, lub rozesłana, osiąga wysokość 10- 30 cm. Dołem jest naga, górą krótko owłosiona. Przy ziemi rozgałęzia się.
LiścieUlistnienie naprzeciwległe, liście nierówno, tępo karbowane, spodem nagie, na górnej powierzchni mają krótkie włoski. Dolne liście na ogonkach, sercowatookrągłe, górne siedzące i obejmujące na wpół łodygę, okrągłe i wcinano karbowane. Roślina nie wydziela silnej woni, czym różni się od podobnego gatunku – jasnoty purpurowej.
KwiatyBladopurpurowe, wyrastają w okółkach w kątach liści na szczycie łodygi. Mają wyraźnie grzbiecistą, dwuwargową budowę, przy czym warga górna jest ciemniejsza, dolna jest plamista. Korona kwiatu o długości do 2 cm, o rurce dużo dłuższej od kielicha, który jest trwały, zrosłodziałkowy. Rurka korony wewnątrz nie posiada włosków. Kwiaty równoczesne lub słabo przedprątne, owadopylne.
OwocRozłupnia.

## Biologia i ekologia
Kwitnie od marca do października i jest rośliną miododajną. Rośnie na ugorach, polach, przydrożach, w ogrodach. Roślina ruderalna i w Europie Środkowej antropofit na stałe zadomowiony. W uprawach rolniczych jest chwastem. W klasyfikacji zbiorowisk roślinnych gatunek charakterystyczny dla Ass. Lamio-Veronicetum i Ass. Veronico-Fumarietum :.

## Własności trujące
W zielu znajdują się związki irydoidowe: lamiozyd, lamiid, hipolamiid, a także śluzy, saponiny, flawonoidy, kwasy organiczne. Toksyczne własności wykazuje jednakże tylko w Australii, gdzie jest gatunkiem zawleczonym. Występuje tam jej lokalna odmiana. Na jej trucizny najbardziej wrażliwe są konie. Spożyta przez nie jasnota różowa poraża zakończenia nerwów mięśni poprzecznie prążkowanych. Objawia się to drżeniem i bolesnością mięśni, chwiejnym chodem, brakiem reakcji na głos i silnym oszołomieniem. Po kilku godzinach koń kładzie się na ziemi i sztywno wypręża nogi. Po kolejnych kilku godzinach zatrucie ustępuje i koń stopniowo przez dwa – trzy tygodnie wraca do normy. Mięso świń karmionych tą rośliną szkodzi ludziom.